# Колотов, Александр Станиславович
Алекса́ндр Станисла́вович Ко́лотов (род. 4 марта 1964) — советский и российский ватерполист, двукратный бронзовый призёр Олимпийских игр. Заслуженный мастер спорта.

## Карьера
На Олимпийских играх 1988 года в составе сборной СССР выиграл бронзовую медаль, обыграв в матче за 3-е место команду ФРГ. На турнире провёл 7 матчей и забил 6 голов. На следующих Играх Объединённая команда вновь завоевала бронзу, выиграв в матче за 3-е место у США. Ватерполист вновь сыграл все 7 матчей, забив 11 мячей.
Победитель и бронзовый призёр чемпионатов Европы в 1987 и 1991 годах.